# 로잔역
로잔역(Gare de Lausanne)은 스위스 보주 로잔의 주요 도시 간 및 지역 철도역이다. 도시의 다른 곳과 구별하기 위해 종종 로잔 CFF로 알려져 있다.

## 개요
로잔은 심플롱, 로잔-베른 및 로잔-제네바 선의 교차점에 위치한 통과 역이다. 이 때문에 전국의 다양한 목적지로 급행열차가 운행되고 있다.
여객 열차는 주로 스위스 연방 철도에서 운영하며 추가 국제 열차는 이웃 프랑스 (TGV 리리아) 회사에서 운영한다.
또한 주로 RER 보의 일부로 로잔에서 출발하는 지역 서비스 네트워크와 로잔 메트로 2호선 플랫폼이 있다. 2008년 10월 27일 로잔 가르 지하철역이 개업했다.
승객 시설로는 환전소, 수하물 보관소, 분실물 보관소가 있다.

## 개발
2020년까지 역에 대한 상당한 개선이 계획되어 있다. 세 번째 지하철은 플랫폼 접근을 위해 건설되고 더 큰 기차를 허용하기 위해 더 긴 플랫폼이 건설된다. 로잔 지하철을 위한 새로운 터널이 메인 라인 역의 르낭(서쪽) 끝 바로 아래에 건설될 예정이며, 새로운 지하철 플랫폼이 지하철과 직접 연결되어 일부 지하철 승객이 역 앞 광장을 건너야 할 필요가 없다.

## 운행편
2020년 12월 시간표 변경에 따라 로잔에서 다음 서비스가 정차한다.
- 떼제베 리리아 : 발로브 또는 제네바를 경유하여 파리-리옹까지 하루에 6번의 열차가 운행된다.
- 유로시티: 제네바와 밀라노 중앙역 사이를 하루에 4번 운행하며, 1대는 밀라노 중앙역에서 베네치아 산타루치아역까지 계속 운행한다.
- 인터시티 : 제네바 공항과 생갈렌까지 1시간 간격으로 운행하고, 취리히 HB까지 30분 간격으로 운행한다.
- 인터레기오 :
  - 제네바 공항과 브리그 사이를 30분 간격으로 운행한다.
  - 제네바 공항과 루체른 사이를 매시간 운행한다.
- 레기오익스프레스 :
  - 안마스와 브베 사이를 30분 간격으로 운행한다. 다른 모든 기차는 생모리스까지 계속 운행한다.
  - 르낭 VD와 생모리스 사이를 매일 왕복한다.
- RER 보 :
  - S1 / S5 : 그랑송까지 30분마다 운행한다.
  - S2 / S5 : 에이글까지 30분마다 운행; 발로브까지 매시간 운행; 베까지 시간당 서비스(주중) 및 에이글에서 생모리스까지 제한된 서비스.
  - S3 : 알라망까지 매시간서비스.
  - S4 : 알라망과 팔레지유 평일 러시아워 서비스는 팔레지유에서 로몽.
  - S6 : 팔레지유까지 매시간 운행.
  - S9 : 케르체르스까지 매시간 운행.
  - S22 : 발로브를 경유 르브라쉬(Le Brassus)까지 러시아워 서비스

## PRODES EA 2035
철도 인프라(PRODES)를 위한 전략적 개발 프로그램의 일환으로 연맹과 SBB는 고객 지향 및 자원의 경제적 관리에 중점을 두고 있다.
2040년까지 거의 200만 명이 매일 철도로 여행하게 될 것이며, 이는 현재보다 50% 더 많다. 철도 화물의 경우에도 연맹은 교통량이 약 45% 증가할 것으로 예상한다. 스위스 철도 네트워크는 흥미로운 연결, 정시 열차, 저렴한 티켓 등 고객의 요구를 계속 충족해야 한다. SBB는 지속 가능한 대중교통 개발을 목표로 있으며 스위스에 대한 이러한 책임을 지고 있다.

## 갤러리

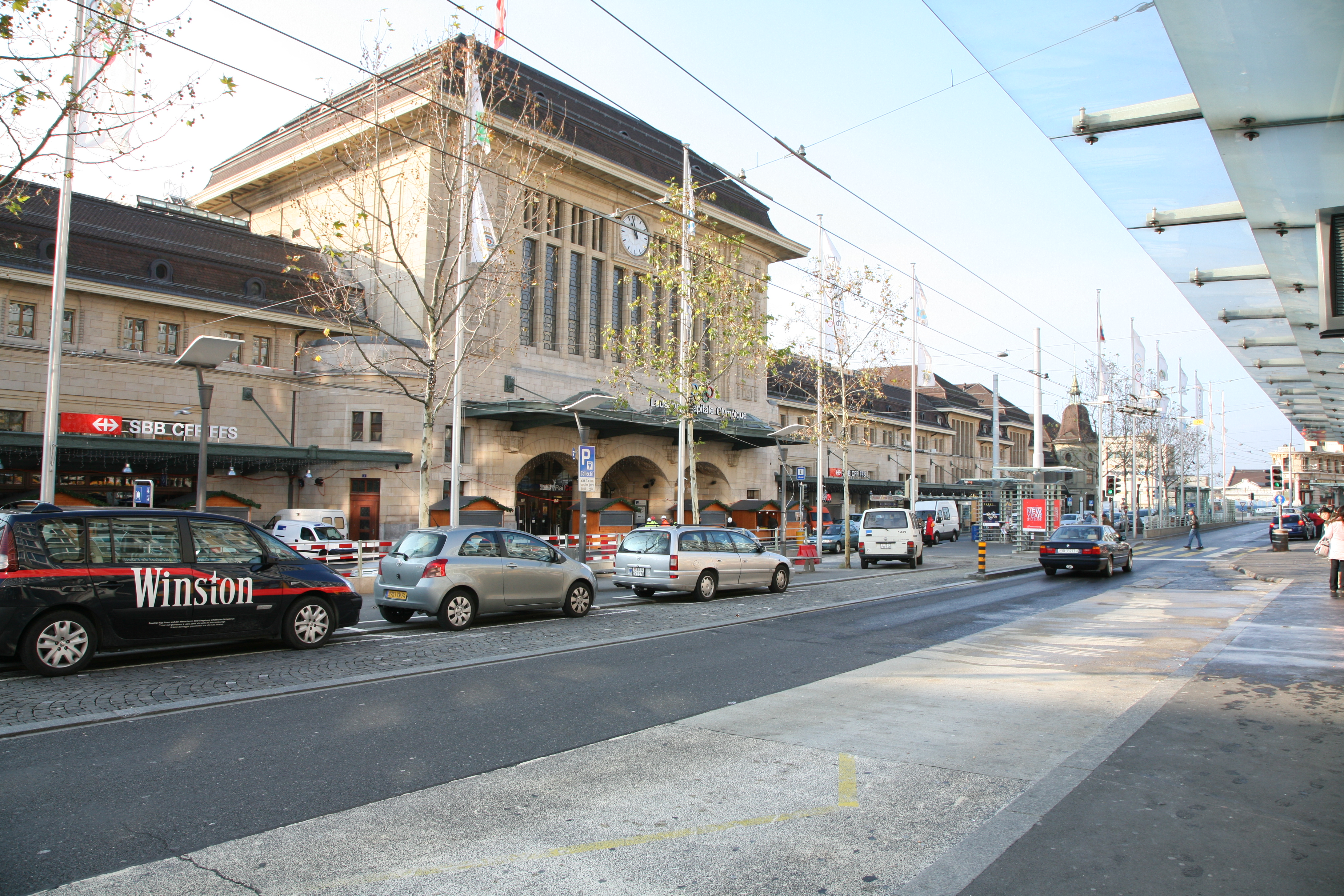
역광장에서 본 로잔역
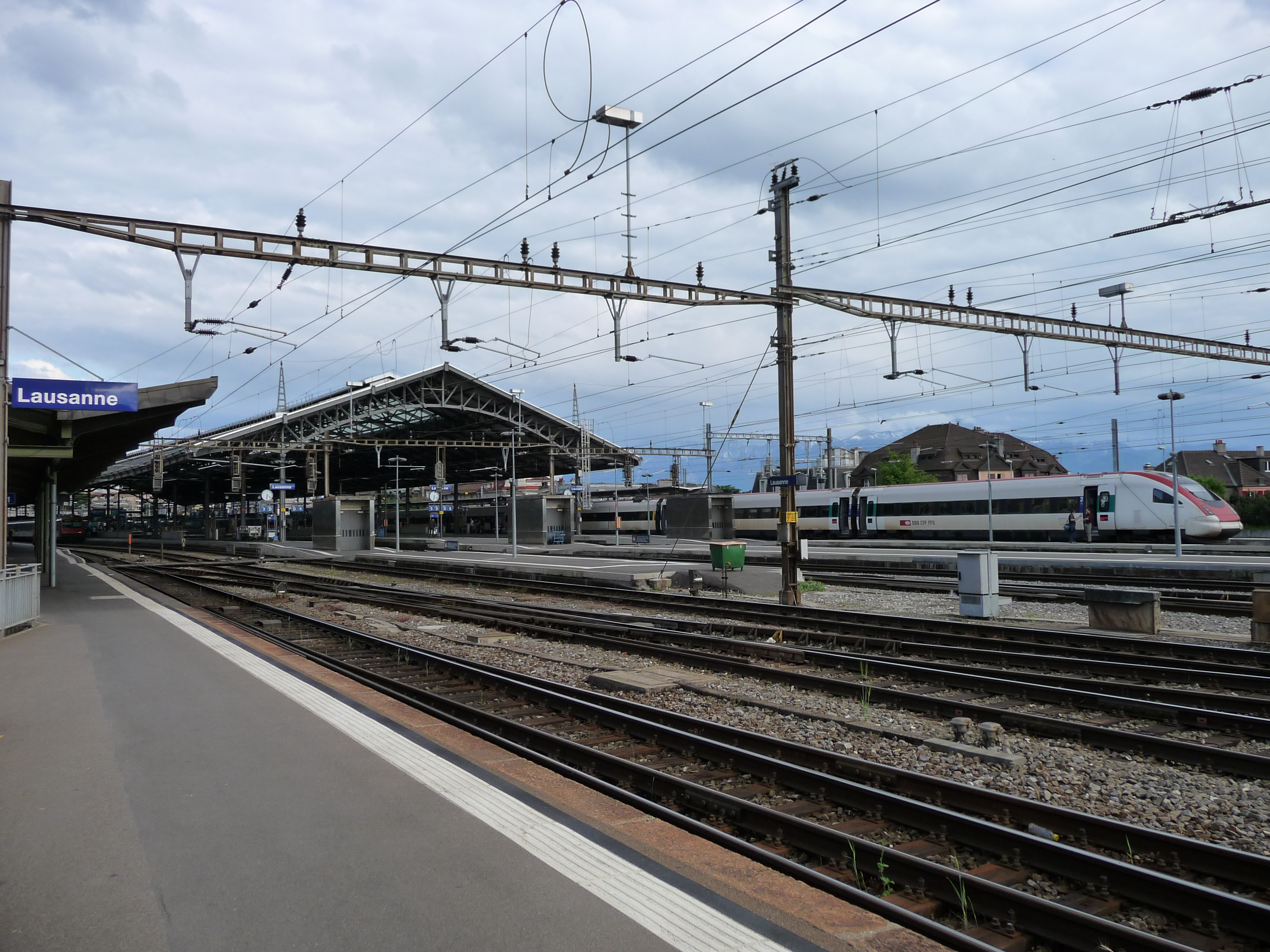
동쪽으로 본 로잔역
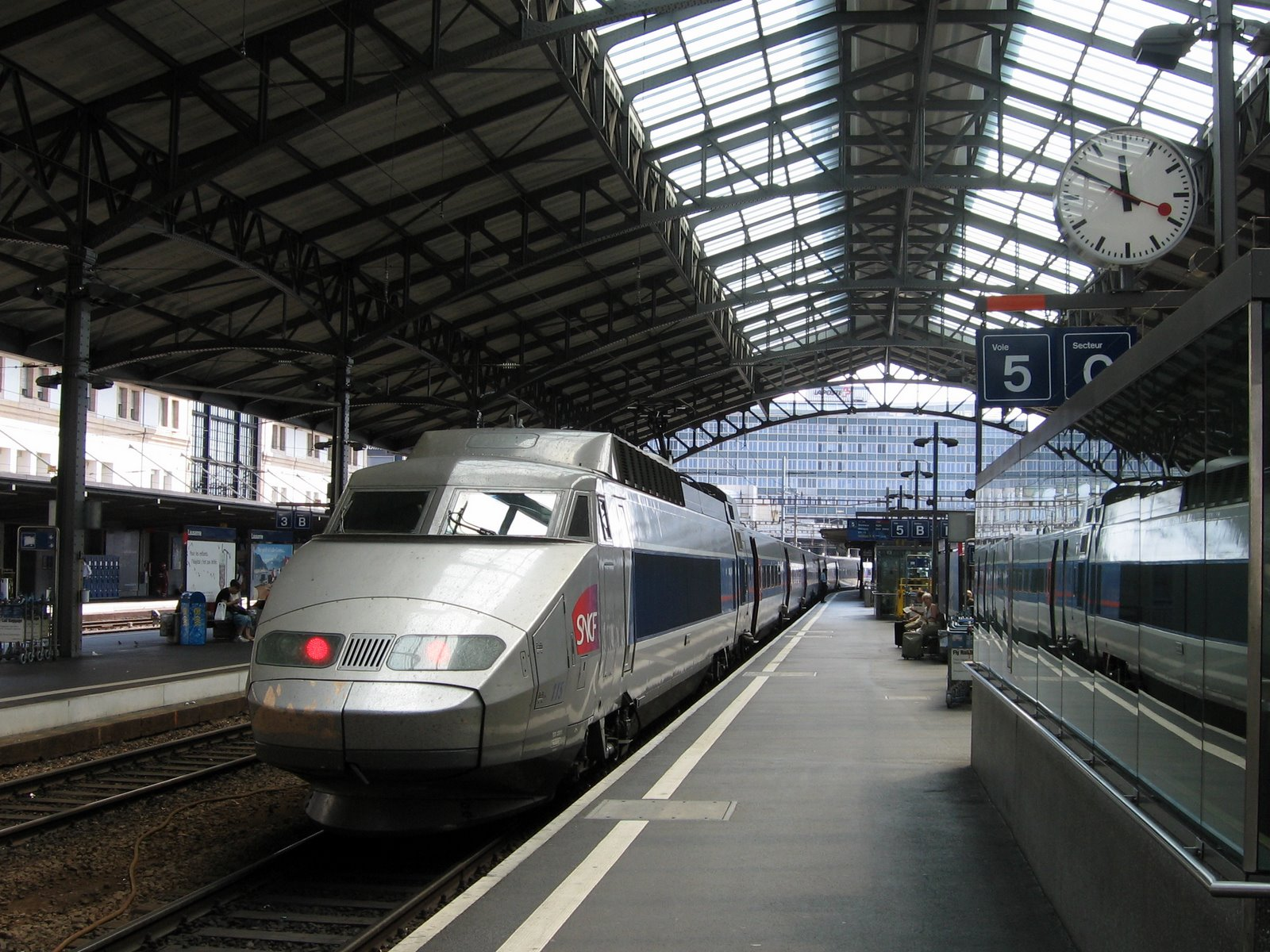
완전 차폐 캐노피 아래(스위스 철도 시계), 동쪽으로.
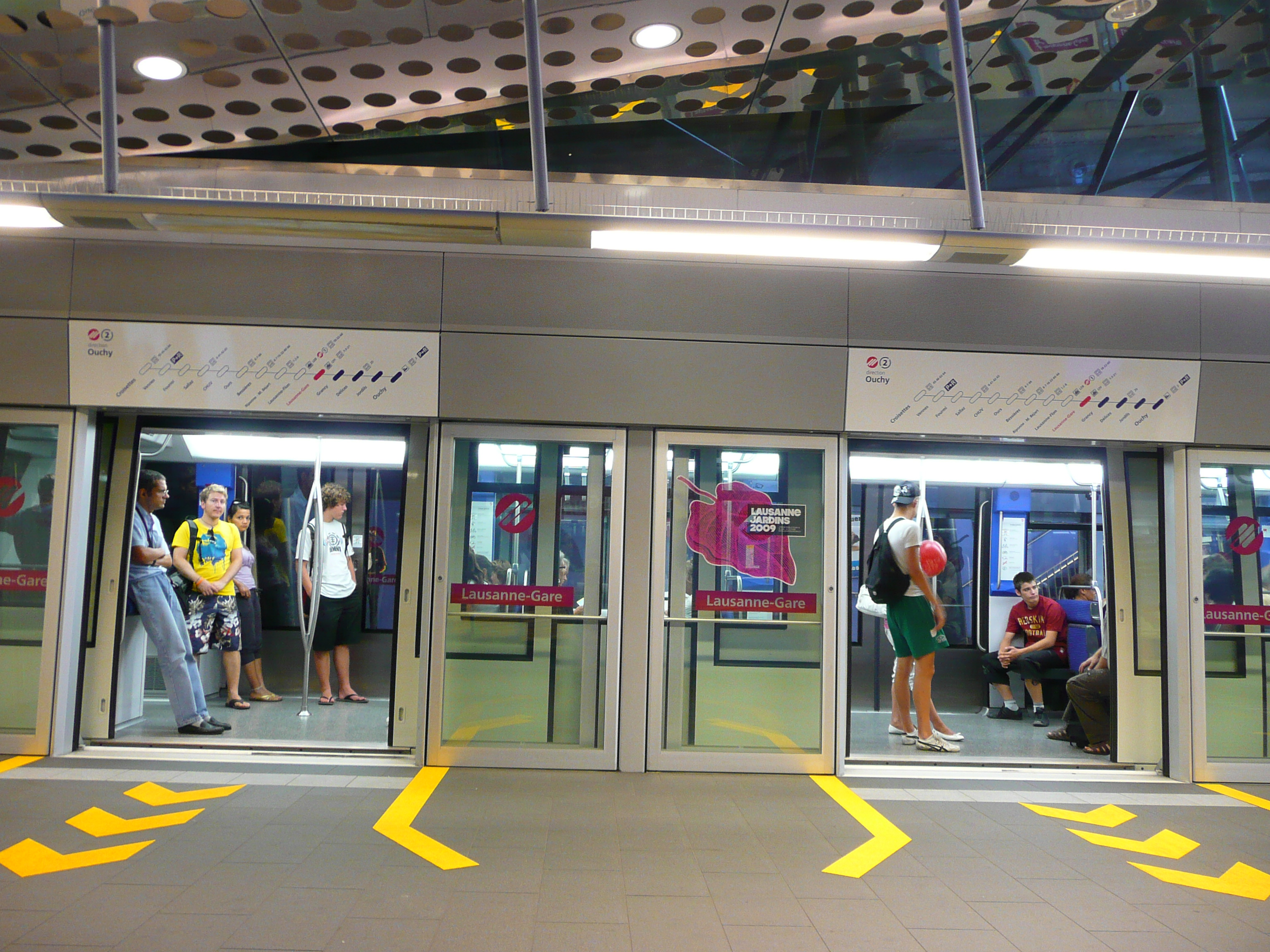
로잔 메트로 m2 노선 플랫폼 & 차량

## 같이 보기
- 스위스의 철도